# Polyporus alveolaris
Polyporus alveolaris är en svampart som först beskrevs av Augustin Pyrame de Candolle, och fick sitt nu gällande namn av Bondartsev & Singer 1941. Polyporus alveolaris ingår i släktet Polyporus och familjen Polyporaceae.   Inga underarter finns listade i Catalogue of Life.

## Källor

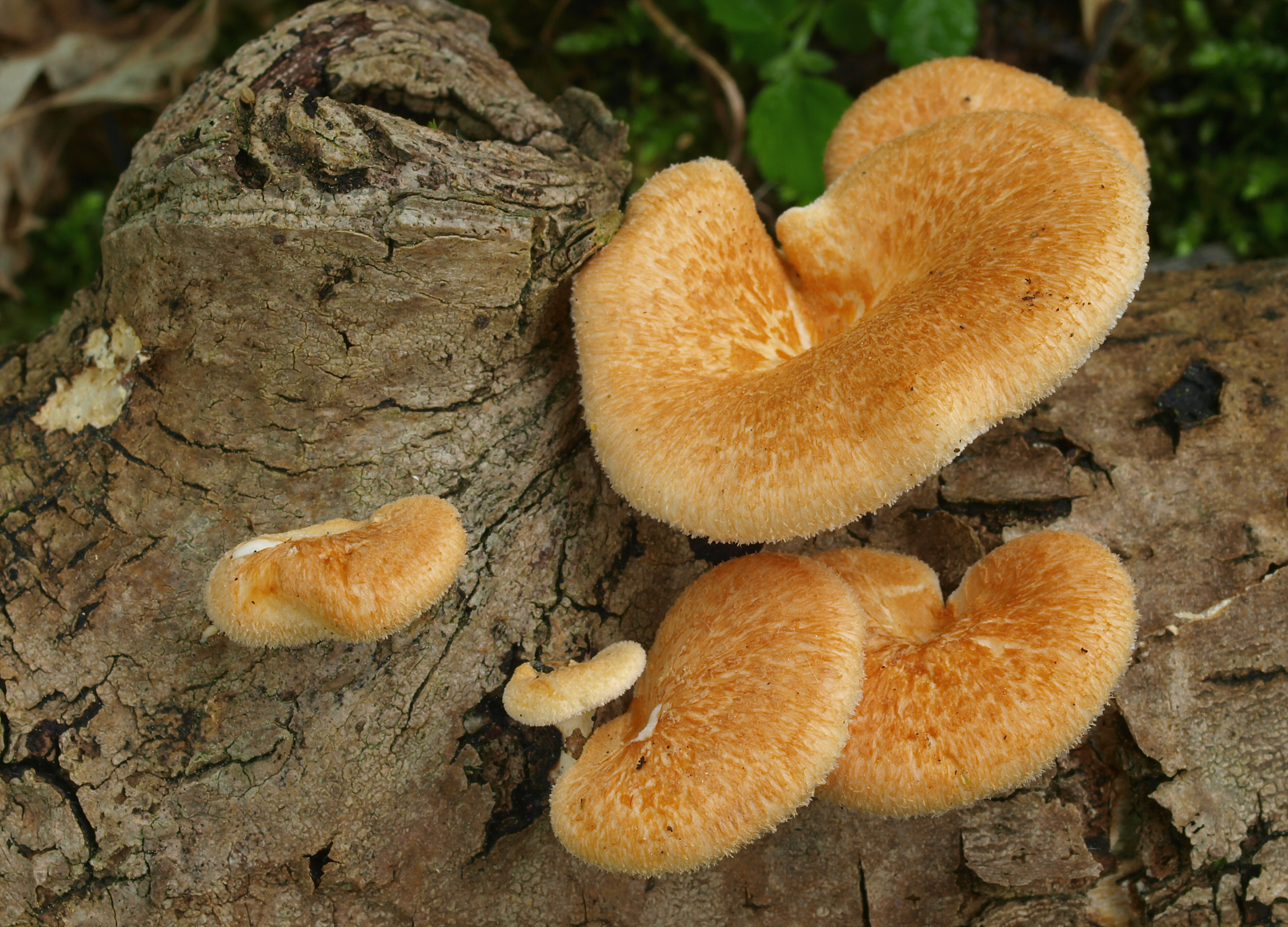
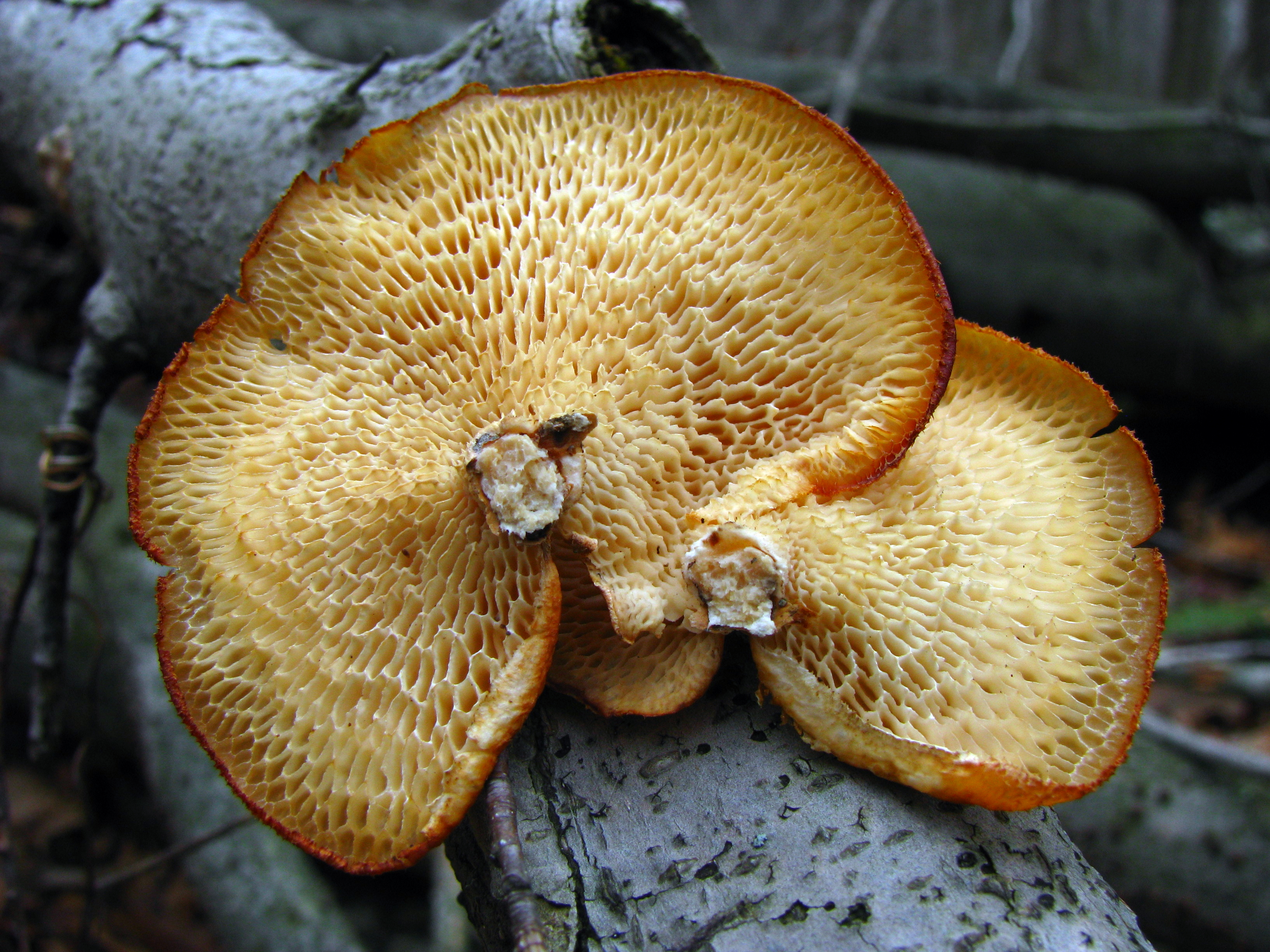